# Atentado contra mezquita de Kabul de 2021
El atentado contra mezquita de Kabul ocurrió el 14 de mayo de 2021 contra un edificio musulmán en Shakar Dara, un distrito de la capital de Afganistán. El ataque dejó doce fallecidos y quince heridos. Posteriormente el Estado Islámico del Gran Jorasán (ISK) se atribuyó el atentado.

## Descripción

### Ataque
El 14 de mayo de 2021, una bomba estalló dentro de una mezquita, donde doce personas murieron; entre los fallecidos se encontraba un imán, y 15 personas resultaron heridas.El ataque se desarrolló en el distrito de Shakar Dara, un distrito de musulmanes que se oponen a Estado Islámico.

### Autoría
El Estado Islámico de Irak y la provincia de Levante-Khorasan se atribuyeron la responsabilidad del ataque.